# Homosexualität in Mauretanien

Geografische Lage von Mauretanien

Homosexualität ist in Mauretanien gesellschaftlich tabuisiert und homosexuelle Handlungen werden mit der Todesstrafe bedroht.

## Illegalität
In Mauretanien steht auf homosexuelle Handlungen als Höchststrafe die Todesstrafe durch öffentliche Steinigung. Mauretanien gehört zu den wenigen Staaten weltweit, die homosexuelle Handlungen mit dem Tode bedrohen. Es gibt im Land seit 1987 ein de-facto-Moratorium bezüglich Vollstreckung der Todesstrafe, das auch von UN-Gremien verifiziert wurde.

## Anerkennung gleichgeschlechtlicher Paare
Aufgrund der Illegalität sind gleichgeschlechtliche Ehen oder Eingetragene Partnerschaften in Mauretanien nicht erlaubt.